# Ispaster
Ispaster és un municipi de Biscaia, a la comarca de Lea-Artibai.

## Topònim
Juan Antonio Moguel en la seva obra Peru Abarka escrita en 1802 i publicada en 1881 va ser potser el primer a assenyalar que la paraula basca itsaso, que significa mar, sol aparèixer en composició formant topònims descriptius únicament amb la síl·laba is o iz. Entre els exemples de topònims costaners bascos amb l'arrel is o iz, que Moguel va proposar es troba precisament el d'Ispaster, topònim que va traduir com racó de mar, d'aquesta arrel i(t)s(as) (mar) i bazter (racó, també pot significar riba). Altres filòlegs posteriors han volgut veure en aquesta arrel is o iz, un terme arcaic que significava aigua. Prova d'això seria l'existència en euskera de paraules com izotz (gel) o izerdi (suor), que si iz signifiqués aigua podrien traduir-se literalment com aigua freda o mig aigua. La ubicació geogràfica d'Ispaster justifica un significat etimològic del tipus racó al costat del mar o racó al costat de l'aigua. Ispaster és una localitat costanera, però la costa és escarpada i de difícil accés, pel que localitat ha viscut tradicionalment d'esquena al mar.

## Prehistòria
Les restes de poblament més antigues s'han trobat en els jaciments de Kobeaga I i II (Barainka), la cova d'Urtiaga (sense excavar) i de Jentilkoba d'Iperratx (Solarte) i d'Otoioko Jentilkoba (Artika). Els més importants són els dos citats en primer lloc: Kobeaga II constitueix la primera evidència de poblament d'Ispaster. Es tracta d'un assentament de pescadors mesolítics, datables entorn del 3500 aC, just abans de inicirse la neolitització. A Kobeaga I s'han trobat abundants objectes d'adorn en os i restes ceràmiques que inclouen fragments de got campaniforme. La cronologia és problemàtica, tractant-se probablement d'una necròpoli de l'Edat del Bronze.

## Edat mitjana
El primer esment d'Ispaster en la història no tindrà lloc fins a 1334, en una ordre dictada pel rei Alfons XI de Castella perquè es restitueixin a l'església de Lekeitio els delmes dels monters d'Amoroto, Ispaster, Gardata i Asumendi. Ispaster, organitzada com anteiglesia, mantindrà freqüents plets amb la veïna vila de Lekeitio, alguna cosa perfectament enquadrable en el conflicte general entre viles i Terra Plana que va afectar la totalitat del territori biscaí. No obstant això, el gran conflicte que tensionà la vida del Senyoriu durant aquest període no va ser altre que el de les lluites banderizas entri Oñacinos i Gamboínos. Va ser un conflicte de llarga durada (dos segles) i extrema duresa en el qual Ispaster va prendre partit pel bàndol Onyacins, el cap del qual de bàndol a nivell local era el llinatge dels Adán de Yarza, senyors de Zubieta. El final d'aquest període de convulsions ho va marcar l'ofensiva contra els banderizos iniciada pel rei Enrique IV entorn de l'any 1457 i conclosa pels Reis Catòlics cap a 1492.

## Edat moderna i contemporània
L'estudi de la població en l'Edat Moderna i Contemporània ens oferix un panorama d'alternança entre períodes de creixement i de reculada, marcats aquests últims per la incidència de les males collites, les epidèmies i la guerra. El creixement demogràfic no serà estable fins al segle xx. Ispaster era una anteiglesia els habitants de la qual es dedicaven principalment a l'agricultura, a la ramaderia i, en menor mesura, a la pesca (aquesta, vinculada a la vila de Lekeitio). Fou de transcendental importància, com ho va anar per a la resta del territori, la introducció del cultiu del blat de moro en les primeres dècades del segle xvii (la primera notícia del seu cultiu a Ispaster és de 1614). En relació amb aquest desenvolupament del cultiu del blat de moro ha d'esmentar-se l'auge de la molinería, arribant a contar Ispaster amb quatre molins en la dècada de 1630. A més, en terrenys de la anteiglesia, es va construir en la centúria següent un dels escassos exemples de molí de vent amb què va comptar el Senyoriu de Bizkaia: el molí de Aixeder, construït entre 1728 i 1729, i que encara és possible veure en peus 

## Actualitat
En el present, Ispaster manté una fesomia que és herència directa de la vocació agropecuària que li ha caracteritzat durant segles. La incidència de l'activitat industrial s'ha deixat sentir en l'aparició d'empreses com "Onduvisa" i la cooperativa "Lealde". El turisme, finalment, ve a oferir una nova forma d'explotació dels rics recursos naturals amb els quals compta el municipi.